# Élections sénatoriales de 2023 en Lot-et-Garonne
Les élections sénatoriales de 2023 en Lot-et-Garonne ont lieu le dimanche 24 septembre 2023. Elles ont pour but d'élire les deux sénateurs représentant le département au Sénat pour un mandat de six années.

## Contexte départemental
Lors des élections sénatoriales de 2017 dans le Lot-et-Garonne, un UDI, Jean-Pierre Moga et une LR, Christine Bonfanti-Dossat ont été élus.
Depuis, tous les effectifs du collège électoral des grands électeurs ont été renouvelés, avec les élections législatives de 2022, les élections régionales de 2021, les élections départementales de 2021 et les élections municipales de 2020.

## Sénateurs sortants
| Sénateur | Sénateur                  | Parti | Fonctions lors de l'élection en 2017       |
| -------- | ------------------------- | ----- | ------------------------------------------ |
|          | Jean-Pierre Moga          | UDI   | Conseiller départemental                   |
|          | Christine Bonfanti-Dossat | LR    | Conseillère départementale, maire de Lafox |

## Présentation des candidats et des suppléants
Les nouveaux représentants sont élus pour une législature de 6 ans au suffrage universel indirect par les 1 000 grands électeurs du département. Dans la Lot-et-Garonne, les sénateurs sont élus au scrutin majoritaire plurinominal. Le nombre reste inchangé, deux sénateurs sont à élire. 
| T/S | Candidats | Candidats                 | Parti | Principales fonctions                              |
| --- | --------- | ------------------------- | ----- | -------------------------------------------------- |
| T   |           | Colette Duynslaeger       | PCF   | Conseillère municipale de Barbaste                 |
| S   |           | Gilles Lucmarie           | PCF   |                                                    |
|     |           |                           |       |                                                    |
| T   |           | Xavier Czapla             | LFI   |                                                    |
| S   |           | Chantal Quillot           | LFI   |                                                    |
|     |           |                           |       |                                                    |
| T   |           | Monique Vadrot            | LFI   |                                                    |
| S   |           | Baptiste Luaces           | LFI   |                                                    |
|     |           |                           |       |                                                    |
| T   |           | Maryse Combres            | EÉLV  | Conseillère régionale                              |
| S   |           | Paul Vo Van               | EÉLV  |                                                    |
|     |           |                           |       |                                                    |
| T   |           | Michel Masset             | DVG   | Conseiller départemental, maire de Damazan         |
| S   |           | Béatrice Lavit            | PS    | Conseillère départementale                         |
|     |           |                           |       |                                                    |
| T   |           | Jean-François Garrabos    | RE    | Maire de Feugarolles                               |
| S   |           | Estelle Hénault-Blineau   | RE    | Conseillère municipale de Villeneuve-sur-Lot       |
|     |           |                           |       |                                                    |
| T   |           | Arnaud Devilliers         | AC    | Conseiller départemental, maire de Penne-d'Agenais |
| S   |           | Emmanuelle Cugurno        | AC    | Adjointe au maire d'Agen                           |
|     |           |                           |       |                                                    |
| T   |           | Jean-Pierre Moga          | UDI   | Sénateur sortant                                   |
| S   |           | Marie-Laure Grenier       | DVD   | Conseillère départementale, maire de Casseneuil    |
|     |           |                           |       |                                                    |
| T   |           | Christine Bonfanti-Dossat | LR    | Sénatrice sortante                                 |
| S   |           | Gaétan Malange            | LR    | Maire de Saint-Barthélemy-d'Agenais                |
|     |           |                           |       |                                                    |
| T   |           | Sébastien Delbosq         | RN    | Conseiller régional                                |
| S   |           | Cendrine Couturier        | RN    |                                                    |
|     |           |                           |       |                                                    |

## Résultats
| Candidats                | Candidats                 | Parti                    | Nuance                   | Premier tour | Premier tour | Second tour | Second tour |
| Candidats                | Candidats                 | Parti                    | Nuance                   | Voix         | %            | Voix        | %           |
| ------------------------ | ------------------------- | ------------------------ | ------------------------ | ------------ | ------------ | ----------- | ----------- |
|                          | Christine Bonfanti-Dossat | LR                       | LR                       | 408          | 42,02        | 465         | 48,14       |
|                          | Michel Masset             | SE                       | DVG                      | 387          | 39,86        | 451         | 46,69       |
|                          | Jean-Pierre Moga          | UDI                      | DVC                      | 291          | 29,97        | 317         | 32,82       |
|                          | Jean-François Garrabos    | RE                       | RE                       | 119          | 12,26        | Retrait     | Retrait     |
|                          | Sébastien Delbosq         | RN                       | RN                       | 100          | 10,30        | 67          | 6,94        |
|                          | Arnaud Devilliers         | AC                       | DVC                      | 83           | 8,55         | Retrait     | Retrait     |
|                          | Maryse Combres            | EÉLV                     | VEC                      | 74           | 7,62         | Retrait     | Retrait     |
|                          | Colette Duynslaeger       | PCF                      | COM                      | 54           | 5,56         | Retrait     | Retrait     |
|                          | Xavier Czapla             | LFI                      | FI                       | 21           | 2,16         | 21          | 2,17        |
|                          | Monique Vardot            | LFI                      | FI                       | 17           | 1,75         | Retrait     | Retrait     |
|                          |                           |                          |                          |              |              |             |             |
| Suffrages exprimés       | Suffrages exprimés        | Suffrages exprimés       | Suffrages exprimés       | 971          | 98,98        | 966         | 98,27       |
| Votes blancs             | Votes blancs              | Votes blancs             | Votes blancs             | 4            | 0,41         | 8           | 0,81        |
| Votes nuls               | Votes nuls                | Votes nuls               | Votes nuls               | 6            | 0,61         | 9           | 0,92        |
| Total                    | Total                     | Total                    | Total                    | 981          | 100          | 983         | 100         |
| Abstention               | Abstention                | Abstention               | Abstention               | 19           | 1,90         | 17          | 1,70        |
| Inscrits / participation | Inscrits / participation  | Inscrits / participation | Inscrits / participation | 1 000        | 98,10        | 1 000       | 98,30       |